# Juan José García Carrasco y Gómez Benítez
 Juan José García Carrasco y Gómez Benítez (Càceres, 15 de juliol de 1799 - 16 d'agost de 1851) va ser un hisendista i polític espanyol, ministre durant el regnat d'Isabel II.

## Entorn familiar
Era el fill gran de José García Carrasco (1763-1825) ide María Catalina Gómez Benítez Merino del Pozo (1773-?). El seu pare, natural de Montenegro de Cameros (Sòria) es va instal·lar molt jovenet a la ciutat de Càceres. El fenomen de la transhumància havia establert relacions econòmiques i humanes entre ambdues zones de la península i no era infreqüent el flux migratori d'una zona a una altra.
Gràcies al seu treball, a l'acolliment que li va brindar Vicente Pardo, ramader sorià amb casa comercial a Càceres, i a la decisiva protecció posterior que li va prestar la marquesa de Camarena la Real, Cayetana de Ovando y Ulloa, va ser obrint-se pas des dels seus inicis com tractant de llanes fins a convertir-se, al començament del segle xix, en el principal exponent de la burgesia comercial extremenya. Durant la Guerra del francès el seu enorme patrimoni li va permetre realitzar contribucions extraordinàries, tant a l'exèrcit francès com a l'espanyol, que van permetre alleujar les càrregues bèl·liques que hagués hagut de suportar la població de Càceres, fet que li va conferir gran popularitat.

## Estudis i trajectòria política
Juan José i el seu germà Rufino, nascut en 1803, van ser enviats pel seu pare a estudiar a Anglaterra, seguint el costum dels burgesos adinerats de l'època, i van gaudir també d'estades a França, Holanda i altres països. Des de primerenca edat apareix lligat a la causa del liberalisme. Membre de la Societat Patriòtica de Càceres des del 28 de juny de 1820, en va ser secretari des del 5 de setembre d'aquest mateix any. El seu pare va morir el 16 de novembre de 1825 i, en realitzar-se l'inventari previ abans de l'execució del seu testament en la primavera de l'any següent, Juan José es trobava absent, potser exiliat fora d'Espanya.
Al seu retorn es va posar al capdavant de les empreses del seu pare, que ara portaven per nom comercial «Don José Carrasco e hijos». Al costat del seu germà Rufino i al marit de la seva germana Teresa, Juan Donoso Cortés, es va instal·lar a Madrid als últims moments del regnat de Ferran VII i va entaular útils connexions polítiques amb la reina Maria Cristina, a qui van decidir prestar el seu suport en el conflicte successori que va donar lloc a les guerres carlistes. Va ser vocal, amb Joaquín Fagoaga Dutari i sota la presidència de Salustiano de Olózaga Almandoz, de la Junta Central encarregada de la desamortització dels béns eclesiàstics.
Va ser vocal de la Junta de Comerç de Madrid i diputat per Badajoz en 1837, així com senador per la mateixa província des de 1840, ocupant la secretaria del Senat en 1841. Se li va encomanar la cartera d'Hisenda des de desembre de 1843 a maig de 1844, mandat caracteritzat per nombrosos escàndols financers, però en el qual es va crear la Comissió d'Hisedisteas els treballs de la qual van donar llum a la reforma tributària de 1845. A més va promoure la fundació del Banco de Isabel II que es va fusionar amb el Banco de San Fernando. La reina Isabel II d'Espanya li va concedir el 29 de març de 1844 el títol de comte de Santa Olalla. Senador vitalici des de 1845, va morir en 1851.